# White Noise (álbum de PVRIS)
White Noise é o álbum de estreia da banda americana de Rock PVRIS. A PVRIS inicialmente era uma banda de metalcore formada por 5 pessoas em Lowell, Massachusetts em 2012. Após um ano, a banda um membro da banda saiu e eles ficaram apenas em 4, com a vocalista/guitarrista Lynn Gunn, guitarrista Alex Babinski, baixista Brian MacDonald e o baterista Brad Griffin, com isso o som da banda mudou. Trazendo elementos pop e eletrônicos em sua música, a banda lançou um EP auto intitulado. Depois de ganhar um concurso, a banda tocou por uma semana na Warped Tour, depois disso o baterista Brad Griffin saiu da banda. O grupo assinou com as gravadoras Rise e Velocity Records em Junho de 2014. White Noise foi gravado com o produtor Blake Harnage, da banda VersaEmerge. Blake ajudou Lynn a escrever várias músicas do álbum e a Sierra Kusterbeck também ajudou a co-escrever.
"St. Patrick" foi o primeiro single a ser lançado, em Junho de 2014. Em Setembro, o clipe de "My House" era lançado. Um mês depois, White Noise (música) foi liberado para streaming. White Noise foi lançado em Novembro através da Rise e Velocity Records. Recebendo criticas positivas, o álbum entrou no Chart Top 100 nos Estados Unidos e no Top 200 no Reino Unido. Também ficou no Top 20 em vários charts da Billboard. "My House", "St. Patrick" e "Fire" ficaram no Top 20 do Independent Singles Breakers Chart no Reino Unido. O álbum foi classificado como melhor do ano em várias publicações. Em Março de 2015, um clipe foi lançado para a faixa "White Noise". Enquanto estava abrindo shows no Reino Unido, a PVRIS anunciou alguns shows como headliner, os quais os ingressos esgotaram em horas. Em Julho, um clipe foi lançado para "Holy" e mais tarde foi lançado um clipe para "Fire".

## Background
PVRIS foi formado em Lowell, Massachusetts em 2012 com o nome Operation Guillotine. Originalmente eles eram uma banda de Metalcore em que consistia em 5 membros, onde um deles fazia screaming vocals. O seu line-up logo mudou, com a vocalista/guitarrista Lynn Gunn, guitarrista Alex Babinski, baixista Brian MacDonald e o baterista Brad Griffin. Alex anteriormente participava de uma outra banda chamada I Am the Fallen. Quando a banda entrou em estúdio, o som mudou drasticamente, incorporando elementos pop e eletrônicos. Lynn contou que essa mudança ocorreu subconscientemente. Em Março de 2013, a banda lançou um EP auto intitulado. Mais tarde naquele ano, a banda tocou por uma semana no palco da batalha de bandas da Ernie Ball na Warped Tour, depois de ganhar um concurso. No final do verão, Brad Griffin decidiu sair da banda. Nisso, a banda entrou na turnê The Rise Up abrindo para a banda A Skylit Drive em Setembro e Outubro.

## Gravação
Antes de entrar em estúdio, Lynn encontrou o Blake Harnage em um show da Versa. Ela perguntou pra ele sobre algumas dicas de produção. "Primeiro, ele me fez fazer música eletrônica", contou Lynn. Anteriormente, ela tinha "medo" do lado mais eletrônico da banda. Ela também temia que seria muito fora do que eles apresentavam, tirando eles da cena da música atual. PVRIS começou a gravar material com o Blake, ele ajudou a banda "a não se importar com a opinião dos outros", contou Lynn. Uma semana no estúdio, Lynn e Blake, estavam conversando sobre demos e qual material que eles iriam utilizar. O grupo trabalhou com mais de 30 demos. As demos eram de rock e/ou estranhas e eletrônicas. Essa era a base que seria mais tarde, o White Noise. 
Blake trabalhava à noite, fazendo a banda levantar às 3 da manhã e fazendo eles trabalharem até umas 8 ou 9 da manhã. Lynn falou que isso foi "divertido" por que isso ajudou eles a serem mais criativos. No álbum, Chris Kamrada gravou a bateria, que foram projetados por Maika Maile. Blake e Sierra fizeram backing vocals em diversas músicas. Blake também tocou synths, guitarra adicional e ajudou também com a programação. A programação também foi feita pela Lynn. Blake foi ajudado por David Cook na engenharia do álbum. Andrew Eliot e Chris Curran fizeram edições adicionais. Jeff Juliano mixou o álbum, enquanto Chris Athens terminou os últimos detalhes do álbum.

## Composição
PVRIS planejou chamar o álbum de Haunt ou tê-lo auto-intitulado, no entanto eles eram bastante indecisos. Eventualmente, eles concordaram em nomeá-lo depois de uma das músicas, "White Noise". Todo o material que aparece no White Noise foi escrito por Lynn Gunn e o produtor Blake Harnage da banda Versa, com exceção de "Holy", "Fire" e "Eyelids", que foram escritas pela Lynn, Blake e a Sierra Kusterbeck. Lynn escreveu as canções enquanto ela estava "em um lugar muito escuro em minha mente". Comparado com o EP anterior da banda, Lynn disse que o White Noise "é muito diferente do que muitas pessoas esperavam, mas da melhor maneira". Ela explicou que o som do álbum era "rock misturado com coisas eletrônicas/pop", resultando em "muitas vibrações diferentes ao longo do álbum". Lynn foi inspirada por Saosin, Circa Survive, Ellie Goulding, Rihanna e The Weeknd. Gavin Lloyd, do Classic Rock, escreveu que o álbum apresentava "rock infeccioso" feito por artistas como Paramore e We Are the In Crowd, e "dark electro-pop" interpretado por artistas como Purity Ring e Banks. Natasha Van Duser, da Inked, comparou as "linhas de baixo firmes, groovy backbeats e vocais melódicos" aos de Taylor Swift em 1989 (2014).
As letras do álbum foram escritas em outubro de 2013, quando Lynn foi altamente inspirada por fantasmas e espíritos."St. Patrick" foi escrito no outono de 2013, durante um dia de folga da turnê; a demo foi gravada em duas horas. A música é sobre a namorada de Lynn, que a ajudou durante um período difícil em sua vida. Lynn não achava que a banda iria gravá-lo; ela pensou que era "muito poppy". "My House" é sobre um poltergeist e é "também uma metáfora para uma pessoa, dizendo 'vá embora'". "Holy", de acordo com Lynn, é "uma das músicas mais pessoais e honestas" do álbum. A música é sobre uma pessoa que teve um problema com a Lynn sendo homossexual. "White Noise" surgiu como um estímulo da ideia do momento. Lynn havia notado algo no Tumblr sobre Poltergeist e "Eu estava tipo, 'Oh! Isso é perfeito'". A demo da música estava sob o título de trabalho "White Boiz" e contou com uma batida diferente no refrão. O grupo substituiu esta batida de bateria diferente por uma "batida de meio tempo, realmente arrastando" e experimentou com um EBow. "Fire" foi escrito depois de um "encontro muito intenso" com uma pessoa, resultando na música "muito crua e real", de acordo com Lynn.

## Lançamento

### Lançamento original e turnê
Em junho de 2014 antes de tocar em duas semanas no palco da Batalha das Bandas na Warped Tour, PVRIS assinou com Rise e Velocity. A banda foi originalmente assinada com uma gravadora diferente, mas Kellin Quinn do Sleeping with Sirens ouviu o material do grupo e alegou que ele iria "fazer um acordo com Rise". Um videoclipe foi lançado para "St. Patrick" em 24 de junho, que foi dirigido por Raul Gonzo. A música foi lançada como single no mesmo dia. No início de setembro, a banda apoiou o Emarosa na turnê Up Close and Personal. Em 22 de setembro, a banda anunciou seu primeiro álbum, White Noise, para lançamento. A lista de músicas e a capa do álbum também foram revelados. Um dia depois, um videoclipe foi lançado para "My House", que foi dirigido por Gonzo. O vídeo mostra a banda andando pela casa antes de começar a nadar em uma piscina escura. As cenas da piscina foram filmadas ao longo de três a quatro horas no norte da Califórnia em março. 
A banda apoiou o Mayday Parade em outubro e novembro em sua turnê The Honeymoon. Em 16 de outubro, a faixa-título foi disponibilizada para streaming. Em 30 de outubro, o White Noise foi disponibilizado para streaming. O álbum foi lançado em 4 de novembro através de Rise e Velocity Records. No mesmo dia, "St. Patrick" foi lançado para estações de rádio de rock. Em 10 de janeiro de 2015, um vinil de 7" foi lançado apresentando "St. Patrick" e uma versão acústica da música como B-side. Entre janeiro e março, a banda apoiou o Pierce the Veil e o Sleeping with Sirens em sua turnê co-headliner nos EUA. Em 25 de março, um videoclipe foi lançado para "White Noise", que foi dirigido por Gonzo. Para o vídeo, Gonzo e a Lynn concordaram que o vídeo deveria homenagear o filme Poltergeist. A banda fez turnê pelo Reino Unido em abril, apoiando o Lower Than Atlantis. Em torno desta turnê, a banda anunciou duas datas como headliner, ambas esgotadas em segundos. A banda foi apoiada por Light You Up e Twin Wild por essas duas datas.
A banda participou da edição de 2015 da Warped Tour. Em 2 de julho de 2015, um videoclipe foi lançado para "Holy", que foi dirigido por Gonzo. Em 21 de julho, um videoclipe foi lançado para "Fire". A banda apoiou o Circa Survive na Austrália em setembro. A banda apoiou o Bring Me the Horizon nos EUA em outubro, e depois os apoiou no mês seguinte no Reino Unido depois de substituir o Beartooth. Em janeiro de 2016, a banda apoiou o All Time Low e o One Ok Rock no Japão, na Turnê One Thousand Miles. Em 10 de fevereiro, um videoclipe foi lançado para "Smoke", dirigido por Gonzo. Dois dias depois, um duplo videoclipe foi lançado para as músicas "Ghost" e "Let Them In", que também foi dirigido por Gonzo. Em 16 de fevereiro, um videoclipe foi lançado para "Eyelids", dirigido por Gonzo. Quatro dias depois, um videoclipe foi lançado para "Mirrors".

### Reedição e mais turnês
Em 17 de fevereiro de 2016, a banda estreou uma nova música, intitulada "You and I" na Radio 104.5. Em 22 de fevereiro, foi lançado como single. No mesmo dia, um videoclipe foi lançado para música, dirigido por Gonzo. No mesmo dia, uma edição de luxo do White Noise foi anunciada para lançamento em 22 de abril. Possui duas novas faixas, "You and I" e "Empty", bem como uma versão simplificada de "You and I". Também inclui um DVD. Em fevereiro e março, a banda apoiou o Fall Out Boy em sua turnê pelos EUA. Em abril, a banda fará sua primeira turnê no Reino Unido, com o apoio de K.Flay, Bones e Alvarez Kings. Antes da turnê, muitas das datas esgotaram e depois passaram para locais maiores. 

## Recepção dos críticos
O White Noise recebeu críticas positivas. No agregador de revisão Metacritic, o álbum tem uma média ponderada de 88 em 100 com base em 4 avaliações, indicando "aclamação universal". Revendo o álbum para a Alternative Press, Brian Kraus chamou "St. Patrick" "uma escolha óbvia e única" Kraus também elogiou "My House" e "Holy". Além de "alguns deslizes", nomeando "Eyelids" no processo, ele disse que o álbum era "uma estreia brilhante de uma banda que estamos empolgados para assistir." Eleanor Grace, da idobi, elementos da banda anterior som pós-hardcore pode ser encontrado em traços do álbum. Ao mesmo tempo, foi misturado com a sensibilidade pop da banda, resultando em um som que é ao mesmo tempo "novo e familiar". Grace notou que os ganchos das músicas eram "cativantes o suficiente para os 40 melhores", ao mesmo tempo. tempo tendo "uma vantagem e influência pesada", tornando-os "um melhor ajuste para a Rise Records do que Ryan Seacrest." Rock Sound comentou que enquanto "St. Patrick" era "a melhor e pior coisa" que o grupo tem feito, o restante do álbum não consegue resistir à música. A "qualidade variável" das faixas cria uma "escuta fascinante e frustrante".
O álbum foi incluído no número 2 dos 10 primeiros álbuns da idobi da lista de 2014, número 12 na lista dos 50 melhores álbuns de 2014 da Rock Sound, e número 33 em "The Top 50 Rock Albums Of 2014". O videoclipe de "St. Patrick" foi indicado ao prêmio de melhor videoclipe no Alternative Press Music Awards de 2015. 

## Desempenho comercial
O White Noise ficou no número 88 na Billboard 200 nos EUA. Ele também ficou no top 20 em várias paradas da Billboard. O álbum inicialmente ficou no número 199 no Reino Unido no quadro de 14 de novembro de 2014. Ele entrou novamente no número 96 no gráfico datado entre 31 de julho e 6 de agosto de 2015. Mais tarde, chegaria ao número 87 no gráfico, entre 14 de agosto e 20 de agosto de 2015. O álbum entrou na parada de álbuns independentes do Reino Unido no número 45 do gráfico, entre 9 de novembro e 15 de novembro de 2014. Ele entrou novamente no gráfico três vezes: no número 48 em janeiro de 2015, no número 42 em abril e no número 34 em julho. Atingiu o número 13 em agosto. "My House" ficou no número 17 na parada Independent Singles Breakers. "St. Patrick" alcançou o número 7 na parada Independent Singles Breakers. "Fire" alcançou o 8º lugar no Independent Singles Breakers Chart, número 18 na parada Rock & Metal Singles do Reino Unido e no 41º lugar na parada Independent Singles do Reino Unido. Em 29 de abril de 2016, o álbum alcançou um novo pico no número 55 na UK Albums Chart. A partir de agosto de 2017, o álbum vendeu 60.000 cópias no Reino Unido e foi certificado com prata.

## Lista de músicas
Todas as músicas escritas por Lyndsey Gunnulfsen e Blake Harnage, exceto "Holy", "Fire" e "Eyelids" escritas por Gunnulfsen, Harnage e Sierra Kusterbeck.

### Versão original
1. 1. "Smoke" – 3:05
  2. "St. Patrick" – 4:20
  3. "My House" – 4:02
  4. "Holy" – 4:55
  5. "White Noise" – 4:22
  6. "Fire" – 3:49
  7. "Eyelids" – 5:07
  8. "Mirrors" – 3:24
  9. "Ghosts" – 3:40
  10. "Let Them In" – 3:32

### Versão deluxe

#### CD
1. 1. "You and I" – 4:30
  2. "Empty" – 3:26
  3. "Smoke" – 3:05
  4. "St. Patrick" – 4:20
  5. "My House" – 4:02
  6. "Holy" – 4:55
  7. "White Noise" – 4:22
  8. "Fire" – 3:49
  9. "Eyelids" – 5:07
  10. "Mirrors" – 3:24
  11. "Ghosts" – 3:40
  12. "Let Them In" – 3:32
  13. "You and I" (stripped) – 4:54

#### DVD
1. 1. "You and I"
  2. "Smoke"
  3. "St. Patrick"
  4. "My House"
  5. "Holy"
  6. "White Noise"
  7. "Fire"
  8. "Eyelids"
  9. "Mirrors"
  10. "Ghosts"/"Let Them In"

## Pessoal que contribuiu para o álbum

#### PVRIS
- Lyndsey Gunnulfsen - vocais, guitarras, programação adicional
- Alex Babinski - guitarras
- Brian MacDonald - baixo

#### Músicos adicionais
- Chris Kamrada - bateria
- Sierra Kusterbeck - backing vocals em "Smoke", "My House", "Fire", "Ghosts" e "Let Them In"
- Blake Harnage - backing vocals em "St. Patrick", "White Noise" e "Let Them In"; sintetizadores, programação, guitarra adicional

#### Produção
- Blake Harnage - produtor, engenheiro
- Jeff Juliano - mixagem
- Chris Athens - matering
- David Cook - engenheiro assistente
- Maika Maile - engenheiro de bateria
- Andrew Eliot - edição adicional
- Chris Curran - edição adicional

## Posições em Charts
| Chart (2014-16)                 | Posição |
| ------------------------------- | ------- |
| UK Albums Chart                 | 55      |
| UK Independent Albums           | 13      |
| UK Independent Album Breakers   | 12      |
| UK Rock & Metal Albums          | 20      |
| US Billboard 200                | 88      |
| US Billboard Alternative Albums | 6       |
| US Billboard Independent Albums | 6       |
| US Billboard Top Album Sales    | 51      |
| US Billboard Top Rock Albums    | 11      |
| US Billboard Vinyl Albums       | 3       |